# Rompiendo silencios
Rompiendo Silencios es el segundo EP y tercer material lanzado por Arde la Sangre. El mismo consta de cuatro canciones, de las cuales «Aguantar» y «El Reino Maldito» cuentan con sus respectivos videoclips. A su vez, la canción «Aguantar», posee su versión en vivo que fue grabada en el Teatro Flores el 3 de diciembre del 2022 en estilo one shot. Dicho registro estuvo a cargo de Noctis Films.
Para la composición de este material, la banda optó por un sonido más industrial y electrónico en relación con lo que venían haciendo en su álbum anterior, La Cura. La gira de presentación del EP abrió el 29 de octubre de 2022, con un concierto demoledor en Rosario.

## Grabación
El EP fue grabado en Oceanía Records y Romaphonic. Luciano Farelli es quien estuvo a cargo de la grabación, mezcla y mastering. 
Para la grabación fueron utilizados los siguientes equipos y accesorios:
- Guitarras Valoy con modeladores digitales Quad Cortex de Neural DSP y micrófonos de Lake Pickups.
- Bajos Spector y Soame con pedales de Darkglass Electronics y micrófonos de Lake Pickups.
- Para ambos instrumentos se utilizaron cuerdas de D’addario, correas de Lamanta, cables de instrumento KWC y estuches de Iron Case Group.

## Canciones[8]
Todas las canciones escritas y compuestas por Marcelo Corvalán, Luciano Farelli, Ignacio Benavides, Hernán Langer. 
| N.º   | Título             | Duración |  |
| 1.    | «El Reino Maldito» | 3:41     |  |
| 2.    | «Acertijos»        | 4:23     |  |
| 3.    | «Aguantar»         | 3:59     |  |
| 4.    | «Lanzallamas»      | 5:09     |  |
| 17:13 |                    |          |  |

## Miembros
| - Marcelo "Corvata" Corvalán: voz y bajo - Luciano "Tano" Farelli: guitarra, sintetizadores, programación y coros - Ignacio "Nacho" Benavides: batería - Hernán "Tery" Langer: guitarra y coros |